# Баллинхассиг

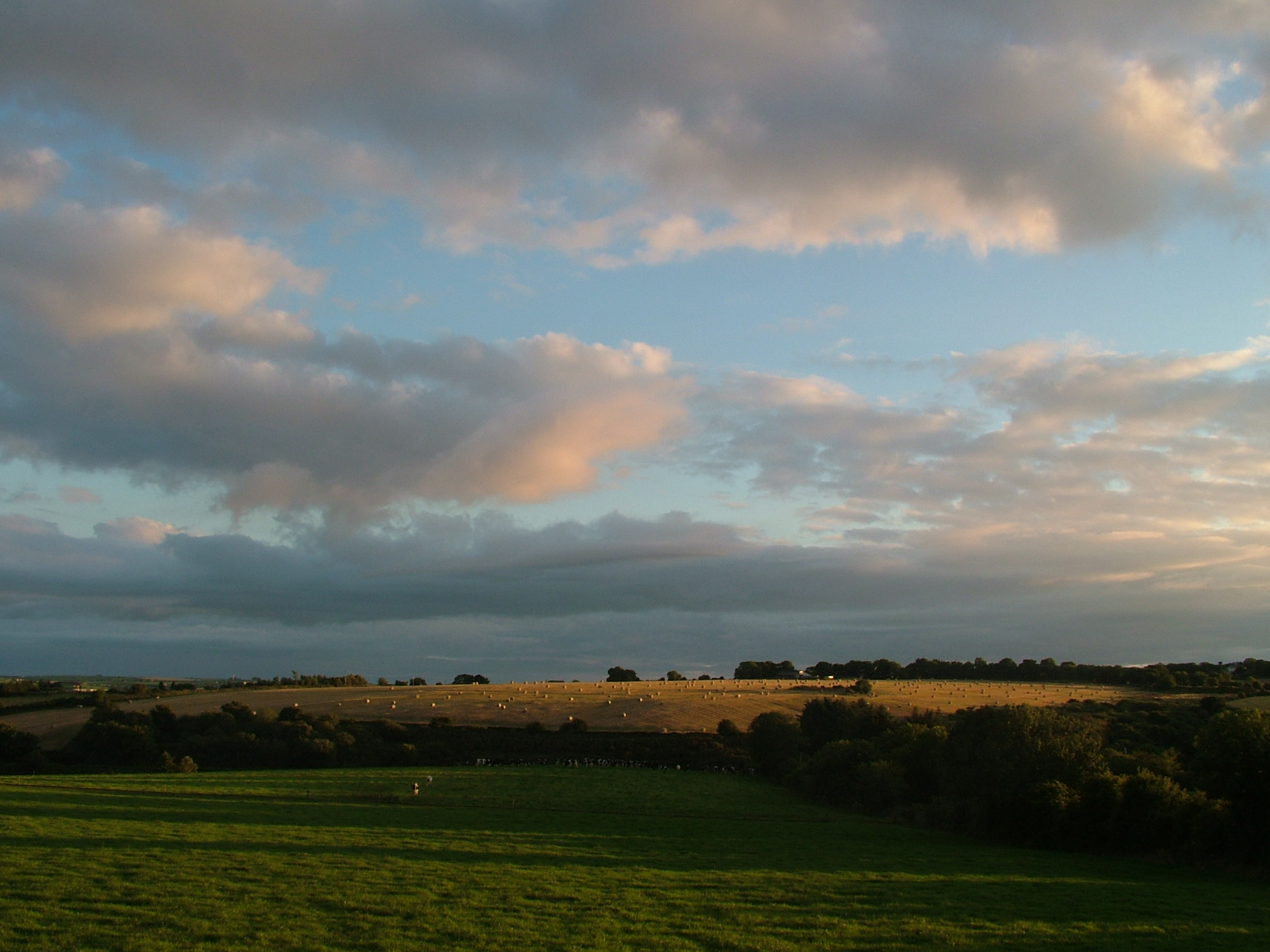

Баллинхассиг (англ. Ballinhassig; ирл. Béal Átha an Cheasaigh) — деревня в Ирландии, находится в графстве Корк (провинция Манстер).
Железнодорожная станция Баллинхассига была открыта 1 августа 1849 года, и закрыта 1 апреля 1961 года.